# 克里昂米尼一世
克里昂米尼一世（希臘語：Κλεομένης Α΄；英語：Cleomenes I；前519年至前490年或前489年掌權）是一位屬亞基亞德世系的斯巴達國王。他是安那克桑德里達斯二世（希臘語：Αναξανδρίδας；英語：Anaxandridas II）的兒子。他被認為是斯巴達有史以來最有影響力的六位統治者之一。伯羅奔尼撒聯盟在他統治期間正式成立。他致力於擴大斯巴達在希臘地區的影響，並干涉該地區其他政治勢力的平衡。